# Busbaanrellen
De Busbaanrellen waren een serie rellen die plaatsvonden tussen 10 en 13 oktober 1978 op de toenmalige busbaan op de grens van de gemeenten Vlaardingen en Schiedam. 

## Oorzaak en gebeurtenissen
Op dinsdagavond 10 oktober zou er in Schiedam een 14-jarig meisje zijn verkracht door Vlaardingse jongeren, andere kranten spraken over een simpele ruzie. Er ontstonden in ieder geval spanningen tussen groepen jongeren uit beide steden die later in de avond uitmondden in rellen. Op meerdere avonden werd er hevig gevochten en moest de Mobiele Eenheid uit Rotterdam uitrukken om de groepen uit elkaar te houden. Hierbij raakten meerdere mensen gewond, waaronder omstanders die naar het vechten kwamen kijken en een journalist van het Algemeen Nederlands Persbureau.
Er waren tussen de 150 en 300 jeugdigen betrokken bij de rellen.
Achteraf leek het erop dat er veel jongeren uit verveling en sensatiezucht op af kwamen. Als gevolg hiervan werd er kritisch gekeken naar het aantal wijkvoorzieningen voor jongeren in de Holywijk (Vlaardingen).

### Stadsbrand van 1574
Soms wordt er een verband gelegd tussen de Busbaanrellen en de rivaliteit tussen Vlaardingen en Schiedam die ontstonden tijdens de Tachtigjarige Oorlog, toen Geuzen uit Schiedam Vlaardingen in brand staken in opdracht van Willem van Oranje. Dit verband is er niet, maar de rivaliteit nog wel.

## Herhalingen
Ook in de jaren '80 vonden er nog een aantal keren rellen plaats op dezelfde plek, de oorzaak hiervan is niet duidelijk.